# 嘉曆騷動
嘉历骚动（日语：嘉暦の騒動（Karyaku no sōdō））是镰仓时代末期的正中三年（1326年），围绕镰仓幕府执权一职的北条氏得宗家家督继承问题，由内管领长崎氏与外戚安达氏之间展开抗争而引发的内部纷争。

## 经过
正中三年（1326年）3月13日，第14代执权北条高时因病于24岁出家。内管领长崎氏，推举高时与同为得宗家臣（御内人）的五大院宗繁之妹常叶前所生、于前一年12月出生的长子太郎邦时为得宗家的继承人，并推举北条氏庶流的连署金泽贞显，作为邦时正式继承执权职位前的过渡人选，担任第15代执权。贞显的叔母曾嫁入五大院氏，两家有姻亲关系。随着高时出家，贞显也曾五次请求出家，但都被长崎氏挽留。
高时的正室是安达时显的女儿，作为外戚的安达氏在以得宗家臣为母的邦时出生时便已表露不快。高时的母亲大方殿和安达一族，既未出现在产房，也未到高时面前露面。安达氏方面为阻止邦时继承家督，推举高时的弟弟、大方殿所生的北条泰家为高时的继承人。
3月16日早晨，长崎氏的使者到访贞显处，告知其就任执权一事，贞显坦然接受，并从当天起出席评定会议。然而，同日泰家认为此事是奇耻大辱，愤而出家。继泰家之后，许多人也纷纷出家，这表明有许多人对贞显就任执权一事心怀不满。社会上流传着愤怒的泰家及其母大方殿意图杀害贞显的谣言。在这种不安的局势下，无人愿意担任连署，贞显陷入了困境。由于逼迫泰家出家已使长崎氏方面的目的达成，这一次，贞显的出家请求很快便被批准。贞显于3月26日辞去第15代执权之职，并正式出家。其在职仅十余日。
贞显出家后，由于畏惧泰家与安达氏的愤怒，北条一门中无人敢于接任执权。终于在4月24日，由引付众一番头人赤桥守时就任，他也成为了北条氏最后一代执权。连署则由大佛维贞担任。高时的嫡子邦时由执权守时辅佐，并且依照先例，在他5岁时举行了八幡宫参拜仪式，以此正式确立其得宗继承人的地位。得宗的继承人流有得宗家臣的血统，北条氏正面临着被其家臣势力所吞噬的局面。另一方面，也有观点指出，对高时而言，若其同母弟泰家成为执权，便可能导致嫡系继承权的转移，他自己的子孙将可能无法继承得宗家，因此他本人也并不希望泰家就任执权。
4月26日，年号由正中改为嘉历。
同一时期，在京都的朝廷中，大觉寺统与持明院统之间的皇位继承纷争也日益激化。北条一族的内乱加剧了政局的混乱，并最终导致了正庆二年（1333年）5月镰仓幕府的灭亡。

## 脚注
1. ↑  近藤成一《系列日本中世史2 镰仓幕府与朝廷》岩波新书，2016年